# Францишек Шляхциц
Францишек Шляхциц (пол. Franciszek Szlachcic; 5 лютого 1920, Явожно — 4 листопада 1990, Варшава) — польський генерал, політичний і державний діяч, член Політбюро ЦК ПОРП, у 1971 році — міністр внутрішніх справ, у 1972—1974 роках — віцепрем'єр ПНР. Командир партизанської групи антинацистського спротиву. Учасник політичних репресій, сподвижник Мечислава Мочара. Куратор розвідувальних органів ПНР. У першій половині 1970 років був другою особою партійно-державної ієрархії після Едварда Герека. Претендував на вище керівництво, але усунено від влади внаслідок внутрішньопартійних інтриг.

## Дитячі захоплення
Народився у робітничій сім'ї. Свого батька Францишек не знав, мати була кравчиною, вітчим, Ян Дудек, — шахтарем. Закінчив шість класів початкової школи. Перебував у Союзі польського герцерства та молодіжному товаристві, пов'язаному з ПСП.
У дитинстві Францишек мріяв працювати на шахті. Контактував з польськими комуністами, допомагав шахтарям-страйкарям у будівництві барикад. За це в одинадцятирічному віці його затримали поліція. Декілька днів Францишек провів у ділянці та дуже зацікавився поліцейською службою, яка стала його життєвою пристрастю.

## Комуніст-підпільник
У вересні 1939 року, при вторгненні до Польщі німецьких військ, Францишек Шляхциц утік до Львова. Після вступу до міста військ РККА повернувся до рідних місць і його викрали на примусові роботи до Німеччини. Зумів бігти, перебрався до Хожува. Працював візником, потім перебрався до Явожно, де вступив на шахту.
У 1943 році Францишек Шляхциц вступив у комуністичну ПРП. Приєднався до Гвардії Людової (ГЛ), потім до Армії Людової (АЛ). Командував збройною підпільною групою у Бичині (район Явожно). Брав участь у бойових зіткненнях з окупантами, організовував напади на нацистів, залізничні диверсії.
Другу світову війну Францишек Шляхциц закінчив у званні капітана Польської народної армії.

## Офіцер держбезпеки
З 1948 року Францишек Шляхциц — член ПОРП. Був членом керівних партійних органів Олькуша, Жешува, Катовиці. Служив у системі Міністерства громадської безпеки (МГБ), керував повітовими та воєводськими управліннями безпеки у Хшанові, Олькуші, Кракові, Ольштині, Ряшеві, Катовицях.
Францишек Шляхциц брав активну участь у придушенні антикомуністичного збройного підпілля (Армія Крайова, Національні збройні сили, Свобода і Незалежність) й опозиційних політичних організацій (Польська селянська партія). До служби ставився з ентузіазмом, особисто заглиблювався у всі справи, отримував інформацію рядових інформаторів, брав участь у тридцяти затриманнях, отримав поранення в одній із перестрілок. Відзначався керівництвом як один із найкращих функціонерів держбезпеки. Згодом звинувачувався у застосуванні тортур до заарештованих повстанців.
У 1951 році Шляхциц закінчив партійну школу при ЦК ПОРП. Займався репресивним проведенням колективізації. Організував у селищі Ланськ санаторій для партійної номенклатури з мисливськими угіддями, якими користувався і сам (цей об'єкт під назвою W-1 пережив зміну суспільно-політичного устрою і нині перебуває у віданні канцелярії прем'єр-міністра Польщі). Після переведення до воєводської інспекції МГБ Шляхциц просив про повернення на оперативну роботу. Відверто пояснював своє бажання «солодкістю безпосередньої влади».
У 1954—1956 роках Францишек Шляхциц навчався на курсах для офіцерів держбезпеки та у військовому училищі у Москві. У 1960 році закінчив Гірничо-металургійну академію у Кракові.

## Силовик ПОРП

### Генерал міліції
У 1956 році у Польщі відбулася зміна влади. Посаду першого секретаря ЦК ПОРП обійняв Владислав Гомулка. У процесі польської десталінізації деяких функціонерів МГБ притягнуто до відповідальності. Однак Францишека Шляхциця це не торкнулося, він лише перейшов з держбезпеки до громадянської міліції.
У 1957 році Шляхцица призначено комендантом громадянської міліції Катовиці. Особисто відповідав за безпеку першого секретаря ЦК ПОРП Владислава Гомулки та першого секретаря ЦК КПРС Микити Хрущова під час візиту радянської делегації до Катовиці у 1959 році.
З 1962 року Францишек Шляхциц служив у центральному апараті МВС ПНР. Обіймав посаду заступника міністра внутрішніх справ Мечислава Мочара. У 1963 році отримав звання генерала бригади. Опікувався ключовими департаментами — боротьби з антидержавною діяльністю, контролю над католицькою церквою, розвідки, контррозвідки, розкриття кореспонденції. Зумів встановити контакти у Ватикані, намагаючись проникнути в оточення Папи Римського Павла VI. З діловими візитами відвідував СРСР, мав контакти з вищим радянським керівництвом, включаючно з Микиту Хрущовим і Леонідом Брежнєвим.
У службовому та політичному відношенні Францишек Шляхциц орієнтувався на Мечислава Мочара. Перебував в угрупуванні «Партизани» — неформальної фракції ПОРП, яка стояла на позиціях націонал-комунізму та сталінізму.
У березні 1968 року, під час політичної кризи, генерал Шляхциц за наказом міністра Мочара координував дії міліції та Служби безпеки (СБ) під час придушення студентських виступів. У його підпорядкуванні на той момент перебували начальник СБ Ришард Матєєвський і головний комендант громадянської міліції Тадеуш Петшак. Взаємодіяв Шляхциц і з генералом Войцехом Ярузельським, на той час начальником Генерального штабу. Активно включився у розв'язану владою антисемітську кампанію.
Того ж року Шляхциц брав участь у підготовці вторгнення військ Варшавського пакту до Чехословаччини для придушення Празької весни.

### Начальник розвідки
З кінця 1960-х Францишек Шляхциц змінив політичну позицію. Це пов'язано з його переорієнтацією на Едварда Герека, Шляхциц рано розгледів майбутнього главу ПОРП і ПНР. Відносини Шляхциця з Мочаром і Гомулкою помітно ускладнилися. Після звільнення Мочара з МВС і призначення міністром Казімєжа Світали Шляхциц понижено на посаді (попри рекомендацію Мочара). Займався органами зовнішньої розвідки Служби безпеки ПНР.
На цій посаді генерал Шляхциц оцінював функціонерів МВС насамперед за критерієм інтелектуальності, посилював аналітичні підрозділи оперативними. Вивчав міжнародний досвід розвідки, спеціально для цього опанувавши англійську мову. Шляхциц намагався впроваджувати західні управлінські методології, залучати на службу молоді освічені кадри, позбавляючись ветеранів єврейської національності, колишніх емігрантів і бійців ГЛ й АЛ. Встановив зв'язки з авторитетними діячами міжнародних наукових кіл і розвідувальної спільноти. Результатом стало зниження ідеологічного чинника, «технократизація» держбезпеки ПНР.
Навколо Шляхциця склалася група висококваліфікованих професіоналів-розвідників, яка отримала назву «францисканці». Поряд із «технократичним» підходом, вони відрізнялися польським націоналізмом, прагненням забезпечити автономію ПНР від СРСР, ПОРП від КПРС й СБ від КДБ.
Дослідники відзначали високий професіоналізм «францисканців», які ще наприкінці 1960 років передбачили об'єднання Німеччини з волі населення НДР і падіння влади ПОРП у Польщі «у момент, коли СРСР не зможе надати допомогу ПНР через власний економічний розвал».

### У грудні 1970 року
15 грудня 1970 року генерал Шляхциц отримав направлення до Гданська для придушення робітничих протестів. Роль Шляхциця у цих подіях до кінця не прояснена: сам він стверджує, ніби намагався утримати генерала Гжегожа Корчинського від застосування зброї; інші очевидці оцінюють його роль як провокатора кровопролиття, подібно до Зенона Клишка.
У ніч проти 19 грудня Шляхциц таємно вирушив у Катовиці для зустрічі з Едвардом Гереком. Група партійних і силових керівників — Станіслав Каня, Войцех Ярузельський, Едвард Бабюх, Францишек Шляхциц — переконали Герека негайно усунути від влади Гомулку. Це сталося на пленумі ЦК ПОРП 20 грудня вже після кровопролиття у містах Балтійського узбережжя. Разом з Гомулкою відправлено у відставку багато інших керівників, зокрема Мочара та Світала.

## Член Політбюро й уряду

### Політичний курс
23 січня 1971 року новий перший секретар ЦК ПОРП Едвард Герек призначив Францишека Шляхцица міністром внутрішніх справ ПНР. У той же день Шляхциц супроводжував Герека у поїздці на Щецинську корабельню імені Варського, де першому секретареві довелося вести важкі переговори зі страйковим комітетом Едмунда Балуки. Герек залишився задоволений поведінкою Шляхцица. Високо оцінив його здібності і Юрій Андропов у Москві.
На позачерговому з'їзді ПОРП у грудні 1971 року Францишека Шляхцица введено до складу Політбюро та Секретаріату ЦК. Опікувався кадровою політикою, закордонними справами, освітою та наукою. З березня 1972 року став також членом Держради ПНР. Прихильність Герека, який ставився до Шляхцица «майже як до члена сім'ї», на кілька років зробило його другою особою партійно-державної ієрархії (хоча Шляхциц залишив посаду міністра внутрішніх справ).
Францишек Шляхциц підтримував курс Герека, заснований на соціальному маневруванні та відносній «лібералізації» режиму (попри те, що ця політика суперечила настановам «партизанської фракції», до якої Шляхциц нещодавно належав). Пропагував математичні методи економіки. Інтенсивно розвивав контакти з Заходом, насамперед ФРН, організовував приїзди до ПНР іноземних вчених і політиків. Водночас Шляхциц наполягав на жорсткому переслідуванні політичних противників ПОРП — дисидентів, католиків, сіоністів (останнє поняття трактувалося дуже широко). У конфіденційних переговорах з Егон Баром пропонував поставити політеміграцію з ПНР на фінансову основу (приблизно за тією схемою, яка застосовувалася у відносинах ФРН з НДР).
У відносинах з СРСР Шляхциц продовжував виступати з позицій націонал-комунізму, намагаючись наскільки можна відстоювати суверенітет Польщі. Однак він розумів, що радянське керівництво після не цілком вдалого для себе досвіду з Ніколае Чаушеску в Румунії посилюватиме контроль над країнами «соцтабору».

### Боротьба за владу
Головними супротивниками Францишека Шляхциця у боротьбі за владу були Мирослав Мілевський, Станіслав Каня, Едвард Бабюх, Веслав Очепка, Здзислав Грудзень. Напружено складалися і стосунки з генералом Ярузельським. Невдоволення надмірною самостійністю та амбіціями Шляхцица висловлював Брежнєв. Сам Герек починав боятися Шляхциця.
Особливо гострий конфлікт почався у питанні про керівні кадри МВС. Мілевський і Каня намагалися відтіснити Шляхциця від контролю над силовими структурами. Проте прихильником Шляхциця був генерал міліції Генрік Пентек, заступник міністра внутрішніх справ Станіслава Ковальчика (креатура Мілевського).
На початку 1974 року стало неминучим пряме зіткнення. Мілевський і Каня звинувачували Шляхцица в «антирадянізмі», відомчих інтригах у МВС і планах усунення Герека з посади першого секретаря. Зі свого боку, Шляхциц виступав з критикою економічної політики Герека (передусім великих запозичень на Заході) та робив заяви «ліберально-ревізіоністського» характеру — наприклад, закликав істориків сміливіше викривати догматизм.

### Усунення
Вирішальну роль у протистоянні зіграв «краківський скандал». Багато керівників краківської парторганізації, зокрема перший секретар воєводського комітету Юзеф Кляса, були давніми прихильниками Шляхциця. Під час поїздок Шляхциця до Кракова у 1973 році влаштовувалися бенкети, звучали тости за «нашого майбутнього першого секретаря». Про що Здзислав Грудзень сповістив Герека.
15 лютого 1974 року відбувся пленум ЦК ПОРП. Учасники піддали Шляхциця різкій критиці. Сам він, всупереч очікуванням, не виступив з самокритикою, а навпаки — повторив власні критичні висловлювання щодо економічної політики. Перший секретар Герек ухвалив рішення про усунення Шляхцица. 25 червня його знято з посади секретаря ЦК.
11 грудня 1975 року, за підсумками VII з'їзду ПОРП, Шляхциц виведено зі складу Політбюро. Незабаром після цього він втратив членство у Держраді. Спочатку Герек надав Шляхцицю посаду віцепрем'єра в уряді Петра Ярошевича, але з обмеженими повноваженнями. Остаточна відставка Шляхциця відбулася наприкінці березня 1976 року.

## Після відставки
З березня 1976 року Францишек Шляхциц обіймав посаду голови Польського комітету стандартизації та якості. Політичного значення цей статус не мав. Однак Шляхциц не залишав надії повернутися у велику політику.
Таку спробу він зробив восени 1980 року, коли в країні почався страйковий рух Солідарності. Події, що розгорнулися, Шляхциц розцінив як підтвердження його правоти у критиці Герека. У цьому плані він висловлювався у розмові з начальником розвідувального управління східнонімецької Штазі Маркусом Вольфом, який терміново прибув до Польщі для ознайомлення з ситуацією.
Навесні 1981 року Францишек Шляхциц дав свідчення партійній комісії Тадеуша Грабського, яка визначала «відповідальних за кризу». Провину він покладав передусім на Ярошевича, Бабюха та Герека. Однак у звіті IX з'їзду ПОРП комісія Грабського зарахувала до винних і самого Шляхциця — за «порушення принципів колективного керівництва».
Шляхциц не брав реальної участі у конфронтації між ПОРП та «Солідарністю». До режиму воєнного стану ставлення не мав. Але він і не зазнав переслідувань, тоді як Герек, Ярошевич, Грудзень, Бабюх й інші члени колишнього керівництва були інтерновані (Грудзень у цих умовах помер від серцевого нападу).
У 1984 році Францишек Шляхциц залучався у справі Afera Żelazo та Afera Zalew — кримінальних скандалах у МВС ПНР 1960—1970 років. Йшлося про присвоєння чинами держбезпеки та партійними керівниками великих коштів і матеріальних цінностей, отриманих участю таємних закордонних операцій. Ці розслідування спрямовувались проти Мирослава Мілевського, якого генерал Ярузельський на той час вирішив усунути від влади. Роль Шляхциця в аферах мала місце, але не була значною, хоча Мілевський намагався покласти на нього основну відповідальність. У результаті Шляхциц відбувся партійною доганою.
Незадовго до смерті, вже після зміни суспільно-політичного устрою Польщі, Францишек Шляхциц видав мемуари «Gorzki smak władzy» («Гіркий смак влади»). В останньому інтерв'ю Шляхциц сказав, що хотів би надати свої думки та знання у розпорядження демократичної влади — «щоб вони не повторювали наших помилок».

## Смерть
Помер Шляхциц у віці 70 років. Похований на цвинтарі Військові Повонзки.

## Сім'я й особистість
Францишек Шляхциц був одружений з Броніславою Валах, сестрою Станіслава Валаха, партизана 1940-х років, згодом полковника держбезпеки та міліції. Познайомився Шляхциц з майбутньою дружиною у партизанському загоні. Після смерті чоловіка Броніслава Шляхциц-Валах тривалий час мешкала у Варшаві. Часом ділилася з журналістами спогадами про свою роль як дружини великого партійно-державного діяча.
Нагороджений низкою орденів ПНР і СРСР (повного списку, за його словами, не пам'ятав), з яких найбільше цінував Хрест Грюнвальда, Хрест Хоробрих, Орден Червоного Прапора, отримані за участь у бойових діях.
Люди, які знали Францишека Шляхцица, відзначали жорстокість його характеру та підкреслено «тьмяний» імідж. Водночас Шляхциц вирізнявся розвиненим інтелектом, енергійною рішучістю та креативним мисленням. Кумирами та зразками для нього були «два Юзефи» — Сталін і Пілсудський.